# Roger Gilbert-Lecomte
Roger Gilbert-Lecomte (18 de mayo de 1907, Reims, Francia-París, 31 de diciembre de 1943) fue un poeta francés de vanguardia, cofundador con René Daumal, André Rolland de Renéville y Roger Vailland del grupo El gran Juego (revista).
Gilbert-Lecomte, Meyrat (que, más adelante los dejaría), Daumal y Vailland, muy jóvenes, forman "Los hermanos Simplistas" y se plantean la cuestión de un punto de encuentro entre lo visible y lo invisible, e intentan, por diversos medios: narcóticos, pérdida de la noción espacio-tiempo, privación del sueño, y sobre todo Lecomte, (excesivo en todo y para todo); la capacidad de "experimentar a Dios".
A pesar de su reputación de poeta maldito, Gilbert-Lecomte contó con el apoyo de importantes personalidades, como Léon Pierre-Quint, (editor y crítico literario director de las "Éditions du Sagittaire") que lo apoyó económicamente o como Jean Paulhan, que lo ayudó a publicar en la La Nouvelle Revue Française de Pierre Drieu la Rochelle (director de 1940 a 1943). Las ediciones de "Fata Morgana" (editorial francesa de literatura y libros de arte) acuden en su auxilio y póstumamente, en 1955, Gallimard, en su colección “Metamorfosis”; y, finalmente Roland Dumas realiza la defensa legal de una obra ulterior que los herederos no querían que viera la luz.
Gilbert-Lecomte dejará sólo unos pocos escritos, siguiendo hasta el final su proceso de autodestrucción, para volver "al vientre de la madre, sumergirse en el abismo, y volver al uno, al Absoluto". En su correspondencia, en una carta a su amigo René Daumal muestra su deseo de continuar hasta el final: “¡Tú, tu eres un maldito poeta! le escribió.
Sin embargo, sigue siendo un autor desconocido, como algunos de sus compañeros del Gran Juego, en parte debido a la presión que ejerció sobre ellos André Breton, cuando Gilbert-Leconte se negó a adherirse al surrealismo, considerando este movimiento como una burocracia que ha abandonado sus ideales. Pero también hay que reconocer que esta marginalidad en relación con el surrealismo ha hecho muy identificables a los autores del Gran Juego.
Publicó dos libros de poesía: La Vie l’Amour la Mort le Vide et le Vent (1933) y Le Miroir noir (1937). La adicción a la morfina lo sumió progresivamente en la pobreza y el aislamiento. Murió de tétanos, por el uso de agujas hipodérmicas mal esterilizadas, el 31 de diciembre de 1943 en París.